# Wilhelm Strube

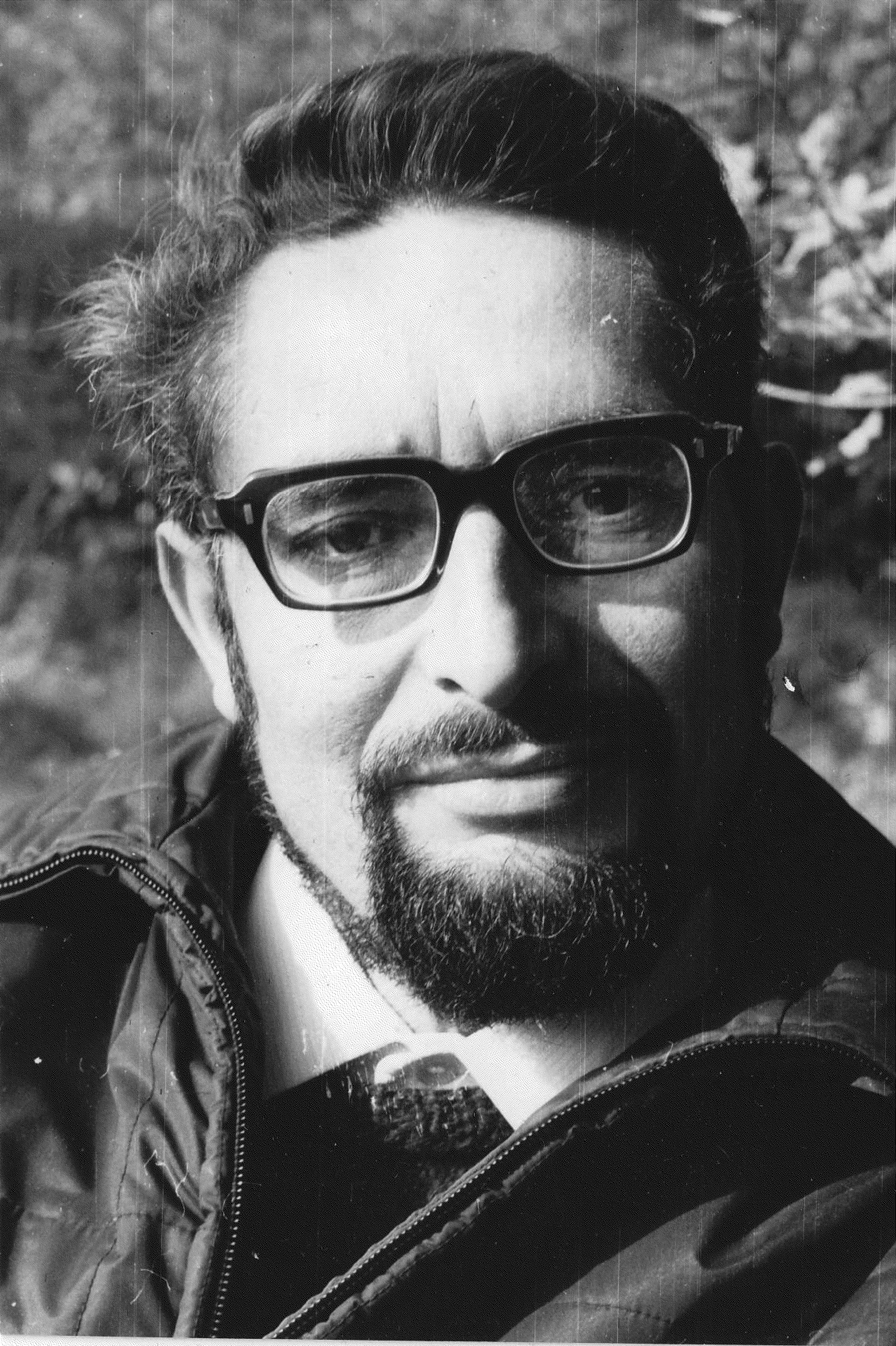
Wilhelm Strube (um 1975)

Wilhelm Hermann Ludwig Strube (* 26. Oktober 1925 in Hildesheim; † 20. Oktober 1999 in Hann. Münden) war ein deutscher Schriftsteller und Chemiehistoriker.

## Leben
Wilhelm Strube wurde in Hildesheim als Sohn von Dora Strube (* 20. August 1897) und Wilhelm Strube senior (* 7. März 1895) geboren. Er besuchte die Volks- und Mittelschule bis 1942 und danach bis 1943 die Reichsfinanzschule in Herrsching am Ammersee. 1943 bis 1944 leistete er Reichsarbeitsdienst. 1944 bis 1945 war er Soldat – zuletzt Unteroffizier – und wurde im Krieg in Lettland schwer verwundet durch Granatsplitter beiderseits des Kehlkopfes. Kurz vor Kriegsende ging er freiwillig in britische Gefangenschaft. In Hildesheim war Strube 1946 Stadtleiter der Freien Deutschen Jugend (FDJ) und begann in Leipzig einen Vorbereitungskurs für das Hochschulstudium, den er 1947 abschloss. Anschließend studierte er bis 1952 Geschichte, Philosophie und Politische Ökonomie an der Universität Leipzig. 1952 bis 1955 war Strube Assistent mit Lehrauftrag an der Universität Rostock und 1955 bis 1956 am Institut für Literatur in Leipzig. Er war dann Doktorand an der Universität Leipzig, dort wurde er 1961 mit einer Arbeit über die Geschichte der Chemie im Zeitalter der Aufklärung promoviert. In Berlin wirkte Strube bis 1975 als Assistent, Oberassistent und zuletzt wissenschaftlicher Arbeitsleiter an der Akademie der Wissenschaften der DDR. In diese Zeit fällt auch seine Promotion B (1969) über das chemiehistorische Thema „Die Auswirkung der neuen Auffassung von der Chemie in Deutschland in der Zeit von 1745 bis 1785“ und die Facultas docendi (1974). Zugleich war er Gastdozent an der Technischen Hochschule für Chemie „Carl Schorlemmer“ in Leuna-Merseburg. Seine Unzufriedenheit mit den politischen Verhältnissen in der DDR sowie u. a. seine Sympathie für Robert Havemann führten 1975 zum Ende seiner wissenschaftlichen Laufbahn und zu seiner Entlassung an der Akademie der Wissenschaften der DDR sowie seinem Ausschluss aus der Sozialistischen Einheitspartei Deutschlands (SED). Danach arbeitete er als freischaffender Schriftsteller, Mitglied des Schriftstellerverbandes der DDR war er bereits seit 1966.
Strube zählte 1990 zu den Gründern des Förderkreises Freie Literaturgesellschaft e. V. Leipzig. Die Freunde dieses Kreises wurden – wie Strube – von der Staatssicherheit bespitzelt. In seiner Wohnung in Naunhof fanden des Öfteren freundschaftliche Treffen Leipziger Schriftsteller statt.
Strube war in erster Ehe mit Irene Strube und anschließend  mit Helga Strube, geb. Ninow (* 24. September 1936) verheiratet.

## Werk
Strubes schriftstellerisches Werk, das unter Mitwirkung von Helga Strube entstand, ist weit gefächert. Es umfasst naturgeschichtliche Sachbücher – besonders zur Geschichte der Chemie – und erzählerische Texte für Kinder, Jugendliche und Erwachsene. Unter dem Pseudonym „Martin Wendland“ publizierte er auch Kriminalromane.
Zuletzt arbeitete Strube an einem Manuskript unter dem Arbeitstitel „Stasisyndrom“, in dem Hintergründe und Motive ehemaliger Stasiinformanten beleuchtet werden.

## Veröffentlichungen

### Jugendbücher
- mit Irene Strube: Die Entdeckung des Unsichtbaren. Kinderbuchverlag, Berlin 1962; 3. Auflage 1976, 189 Seiten.
- Wer einem Stern folgt. Kinderbuchverlag, Berlin 1964; 5. Auflage 1985, 251 Seiten.
- Knallsilber. Geschichten aus dem Leben Justus von Liebigs. Kinderbuchverlag, Berlin 1965; 4. Auflage 1979, 217 Seiten.
- Das strahlende Metall. Leben und Werk von Pierre Curie und Marie Curie-Skłodowska. Kinderbuchverlag, Berlin 1973; 5. Auflage 1988, 196 Seiten.
- Wagnis und Furcht des Nicolaus Copernicus. Kinderbuchverlag, Berlin 1974; 5. Auflage 1983, 221 Seiten.
- Das Geheimnis der Planeten. Ein Roman um Johannes Kepler. Bitter, Recklinghausen 1980; 2. Auflage: Urachhaus, Stuttgart 1989, 152 Seiten (veröffentlicht unter dem Pseudonym „Ludwig Moritzberger“).
- Den Mars bezwing ich in acht Tagen. Eine Erzählung über Johannes Kepler. Kinderbuchverlag, Berlin 1982, 2. Auflage 1986, 175 Seiten.
- Als die Sonne stehenblieb. Die weltbewegende Entdeckung des Nikolaus Kopernikus. Urachhaus, Stuttgart 1986, 159 Seiten (veröffentlicht unter dem Pseudonym „Ludwig Moritzberger“).

### Sachbücher
- Der historische Weg der Chemie. 2 Bände. Deutscher Verlag für Grundstoffindustrie, Leipzig 1976/1981; 4. Auflage 1984 (Band 1)/2. Auflage 1986 (Band 2), 188 u. 219 Seiten.
- Der historische Weg der Chemie. Lizenzausgabe. Aulis-Verlag Deubner, Köln 1989, 352 Seiten.

### Kriminalromane
- Mit falscher Münze. Das Neue Berlin, Berlin 1978; 2. Auflage:  Mitteldeutscher Verlag, Halle/Leipzig 1986, 182 Seiten (veröffentlicht unter dem Pseudonym „Martin Wendland“).
- Mord ohne Motiv. Neues Leben, Berlin 1979, 207 Seiten (veröffentlicht unter dem Pseudonym „Martin Wendland“).
- Der Mörder und sein Opfer. Mitteldeutscher Verlag, Halle/Leipzig 1984; 2. Auflage 1990, 173 Seiten (veröffentlicht unter dem Pseudonym „Martin Wendland“).
- Gratwanderung. Mitteldeutscher Verlag, Halle/Leipzig 1987, 158 Seiten (veröffentlicht unter dem Pseudonym „Martin Wendland“).

### Biographien
- Pierre und Marie. List, Leipzig 1971; 7. Auflage. Mitteldeutscher Verlag Halle/Leipzig 1982, 299 Seiten.
- Domherr und Astronom. Neues Leben, Berlin 1977; 4. Auflage 1988, 368 Seiten.
- Kepler und der General. Neues Leben, Berlin 1985; 3. Auflage 1989, 275 Seiten.
- Ich, Alfred Nobel. Mitteldeutscher Verlag, Halle/Leipzig 1988, 387 Seiten (Mitarbeit durch Christiane Nüsse).
- Justus Liebig. Eine Biographie. Sax, Beucha/Leipzig 1998.

### Roman
- Ein vergessenes Leben. Mitteldeutscher Verlag, Halle/Leipzig 1987; 3. Auflage 1987, 300 Seiten.